# Čchien-men (stanice metra v Pekingu)

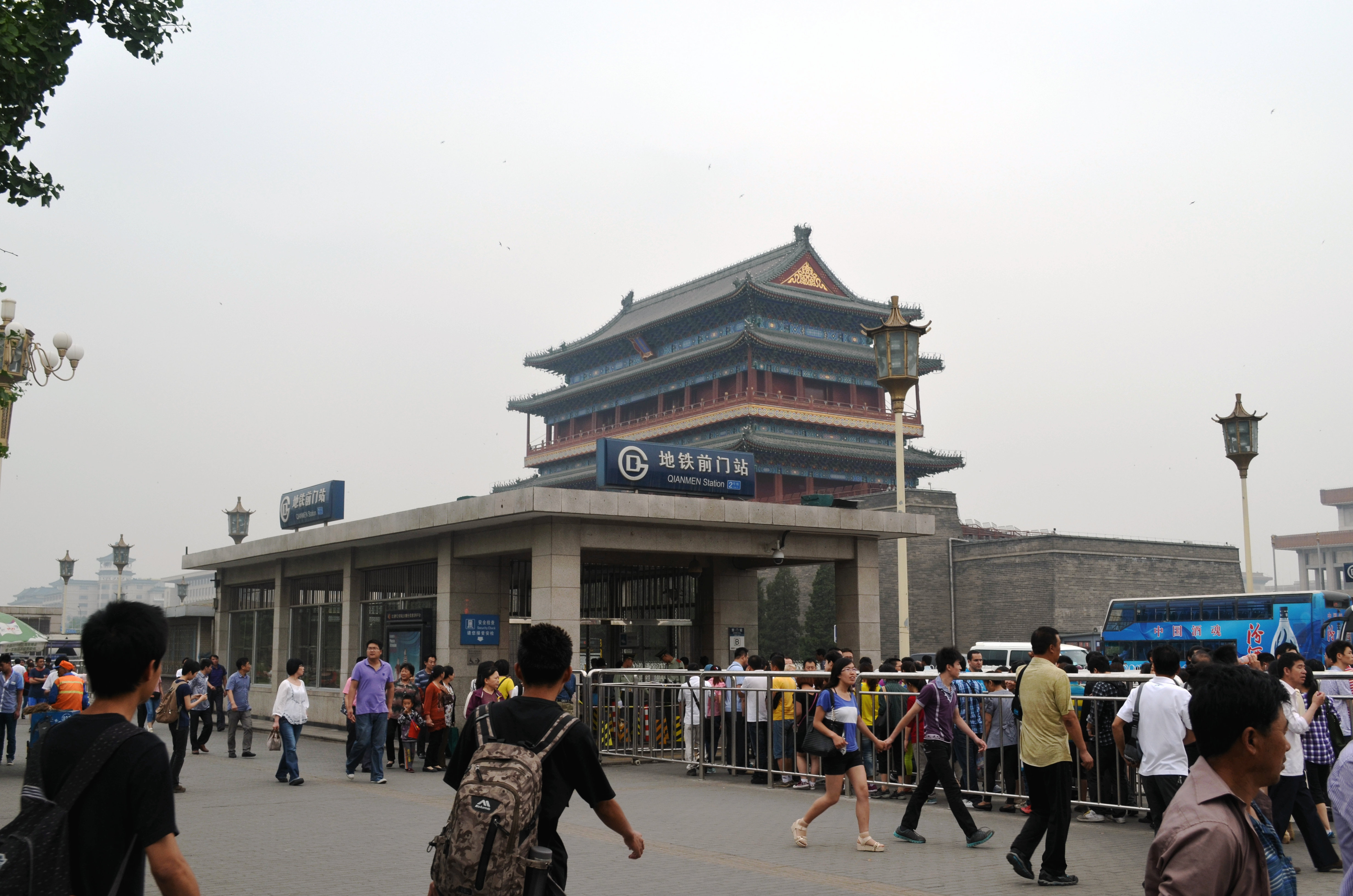
Vchod do stanice Čchien-men, v pozadí brána Správného světla

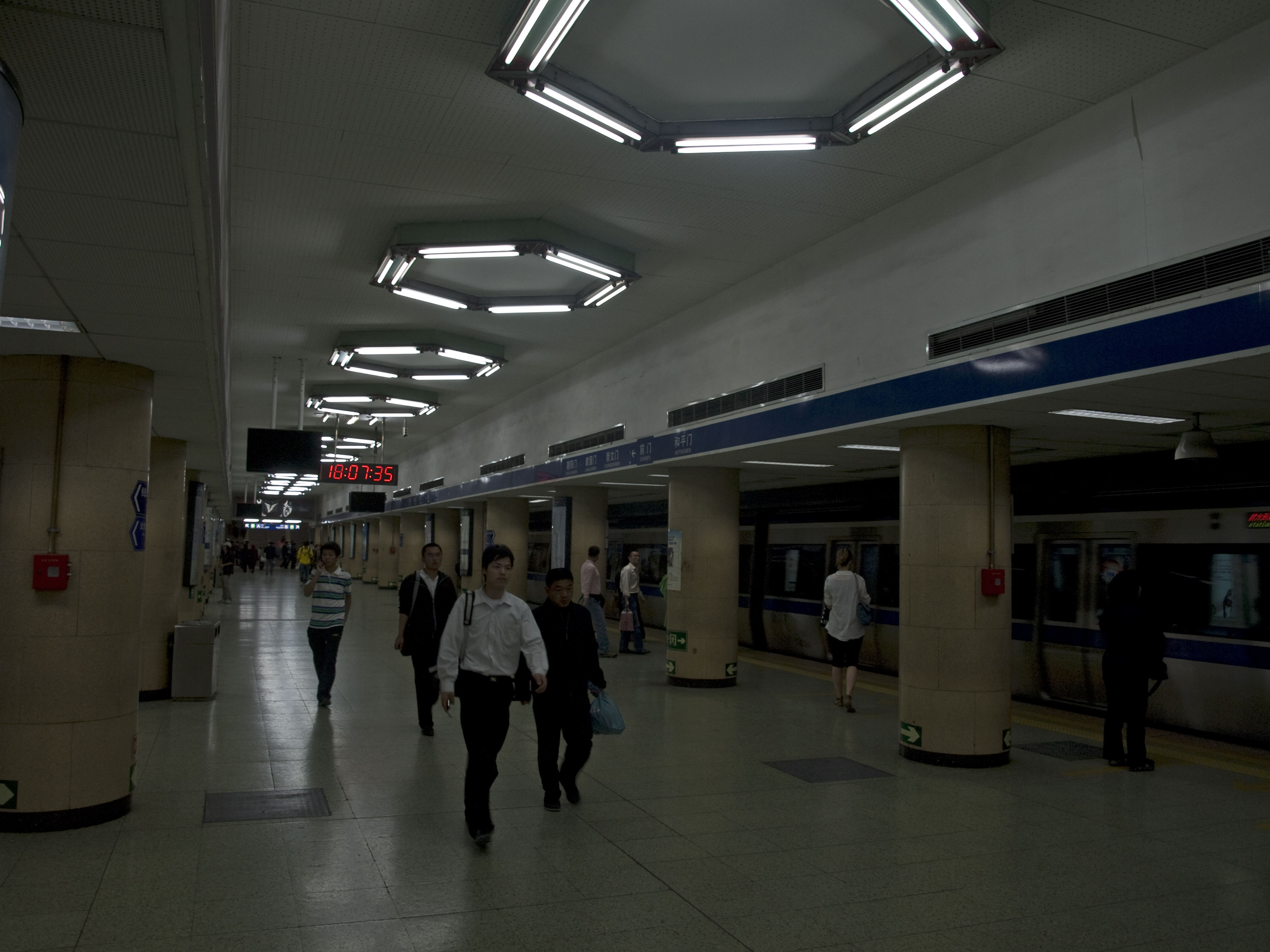
Nástupiště

Stanice Čchien-men (čínsky v českém přepisu Čchien-men čan, pchin-jinem Qiánmén Zhàn, znaky zjednodušené 前门站, tradiční 前門站) je nepřestupní stanice linky 2 pekingského metra. Nachází se v západní části obvodu Tung-čcheng jižně od brány Správného světla mezi stanicemi Che-pching-men a Čchung-wen-men v jižní části linky 2, kde tato vede v západovýchodním směru pod třídou Čchien-men.

## Dějiny
Stanice patří mezi šestnáct nejstarších v Pekingu, neboť byla součástí první linky otevřené pro zkušební provoz 1. října 1969. Součástí linky 2 se stala rozdělením první linky na linku 1 a linku 2, ke kterému došlo 28. prosince 1987.